# Tulungrejo (Donomulyo)
Tulungrejo is een bestuurslaag in het regentschap Malang van de provincie Oost-Java, Indonesië. Tulungrejo telt 2869 inwoners (volkstelling 2010).